# The Lie (film 1918)
The Lie  è un film muto del 1918 diretto da J. Searle Dawley. La sceneggiatura di Charles Maigne si basa sul lavoro teatrale omonimo di Henry Arthur Jones che venne rappresentata in prima a Broadway il 24 dicembre 1914 con protagonista Margaret Illington.

## Trama
Lucy, la sorella di Elinor Shale, aspetta un figlio illegittimo. La sorella, allora, decide di lasciare il fidanzato Gerald per poter assistere Lucy durante la gravidanza. Il bambino nasce in un luogo lontano da casa ed Elinor trova per lui una madre adottiva.
Lucy, innamorata di Gerald, lo convince che la vera madre del bambino è Elinor e lo allontana così dalla fidanzata. Quando Elinor viene a sapere della perfidia della sorella, vuole raccontare la verità a Gerald ma, alla vista della felicità della coppia, ci rinuncia.
Nol Dibdin, un amico di famiglia, mostra ammirazione per l'atteggiamento di Elinor e le dichiara il suo amore che lei accetta.

## Produzione
Il film fu prodotto dalla Famous Players Film Company e Famous Players-Lasky Corporation.

## Distribuzione
Distribuito dalla Famous Players-Lasky Corporation e Artcraft Pictures Corporation, il film - presentato da Adolph Zukor - uscì nelle sale cinematografiche USA il 14 aprile 1918.